# William Clay Ford, Jr
Pour les articles homonymes, voir Ford (homonymie).
William Clay Ford, Jr dit Bill Ford, né le 3 mai 1957 à Détroit (Michigan), est un entrepreneur et chef d'entreprise américain, fils de William Clay Ford, Sr et arrière-petit-fils  d'Henry Ford. Il est président du conseil d'administration de la Ford Motor Company depuis janvier 1999 et fut directeur général de l'entreprise de 2001 à 2006.